# Mazeppa-Nationalpark
Der Mazeppa-Nationalpark (englisch Mazeppa National Park) ist ein Nationalpark im Osten des australischen Bundesstaates Queensland. Er liegt 821 Kilometer nordwestlich von Brisbane und 220 Kilometer westlich von Mackay an der Gregory Developmental Road.
Der Park wurde nach Lord Byrons Mazeppa benannt, einem Gedicht über Iwan Masepa.
Der Park liegt in sanften Hügeln im Hinterland der Küste.
Im Nationalpark wird ein kleines Gebiet unveränderten Akaziendickichts geschützt, das sich mit lichtem Eukalyptuswald abwechselt. Auch Sandelholz und Cassisbüsche kommen vor.
Das Zelten im Park ist wegen der empfindlichen, ursprünglichen Vegetation nicht gestattet. Wanderwege sind ausgewiesen, sollten aber mit Rücksicht auf die Natur nicht verlassen und mit entsprechender Vorsicht begangen werden, besonders nach Regenfällen.
Der Mazeppa-Nationalpark liegt direkt östlich anschließend an die Gregory Developmental Road, 75 Kilometer nordwestlich von Clermont. Der kleine Park selbst kann nur zu Fuß erkundet werden.